# Marmagao
Marmagao (en portuguès Mormugão) és una ciutat i municipalitat al districte de South Goa a l'estat de Goa. Consta al cens del 2001 amb 97.085 habitants (el 1900 tenia només 750 habitants).

## Història
Els portuguesos van començar a edificar Mormugão el 1624, amb un fort que controlava el port natural. Del 1640 al 1643 el fort va patir els atacs holandesos, que finalment foren rebutjats. El 1683 davant l'amenaça maratha el virrei Francisco de Távora (1646 - 1710), primer comte d'Alvor, va decidir abandonar Goa i transferir la seu del govern a la península de Mormugão protegida per la fortalesa. Per sort pels portuguesos Sambhaji va retirar les seves forces davant l'amenaça d'Aurangzeb. El 1684-1685 es treballava en la construcció de la nova capital. El 1685 el jesuïta i arquitecte Teotónio Rebelo dirigia la construcció dels principals edificis però el 1686 els treballs es van aturar a l'arribada del nou governador Rodrigo da Costa; durant els següents 15 anys es van rebre ordes per seguir endavant i aprofitar els materials de la vella Goa per a la nova capital i els virreis havien de traslladar la residència a la nova ciutat, però el govern no s'acabava de consolidar; amb el governador Caetano de Melo e Castro (1703-1707) finalment les obres es van reprendre amb energia i es van acabar el palau de govern, l'hospital i algun altre edifici. El governador va residir a Mormugão durant part del 1703 però les obres es van aturar per orde reial del 8 de març de 1712. Quan el 1739 Goa va estar a punt de caure en mans dels marathes, les monges i altres membres dèbils de la comunitat es van refugiar a Mormugão. El 1759 finalment la capital es va traslladar a Pangim. Al segle xix la major part dels edificis estaven en ruïnes; el millor conservat era una església. La fortalesa va esdevenir finalment hotel. El 1943 s'hi van allotjar els agents britànics que van destruir vaixells ancorats a Mormugão (Goa era territori neutral). El 1963 la ciutat fou declarada Major Port; el seu comerç amb altres llocs de l'Índia és important